# 意大利足球總會
意大利足球總會（義大利語：Federazione Italiana Giuoco Calcio，簡稱FIGC），是意大利足球的管理機構，負責事宜包括管理意大利足球联赛系统、意大利盃、意大利國家足球隊等。總部設於首都羅馬，屬歐洲足協和國際足協會員。

## 历届主席
自2000年以来：
- 乔瓦尼·佩特鲁奇（英语：Gianni Petrucci） (2000–2001)
- 弗兰克·卡拉罗（英语：Franco Carraro） (2001–2006)
- 吉多·罗西（英语：Guido Rossi） (2006)
- 卢卡·潘卡利 (2006–2007)
- 吉安卡洛·阿贝特（英语：Giancarlo Abete） (2007–2014)
- 卡洛·塔韦基奥 (2014–2018)
- 罗伯托·法布里奇尼（義大利語：Roberto Fabbricini） (2018)
- 加布里埃尔·格拉维纳（英语：Gabriele Gravina） (2018–)

## 外部連結
- （意大利文） 官方網站 （页面存档备份，存于）